# Tikamgarh
Tikamgarh è una suddivisione dell'India, classificata come municipality, di 68.572 abitanti, capoluogo del distretto di Tikamgarh, nello stato federato del Madhya Pradesh. In base al numero di abitanti la città rientra nella classe II (da 50.000 a 99.999 persone).

## Geografia fisica
La città è situata a 24° 47' 16 N e 78° 50' 35 E.

## Società

### Evoluzione demografica
Al censimento del 2001 la popolazione di Tikamgarh assommava a 68.572 persone, delle quali 36.051 maschi e 32.521 femmine. I bambini di età inferiore o uguale ai sei anni assommavano a 10.055, dei quali 5.129 maschi e 4.926 femmine. Infine, coloro che erano in grado di saper almeno leggere e scrivere erano 48.376, dei quali 27.803 maschi e 20.573 femmine.